# 대강
대강(大康, 1075년 ~ 1084년)은 요나라(거란국) 도종(道宗) 야율 홍기(耶律 洪基)의 세번째 연호이다. 10년 가량 사용하였다.

## 개원
- 함옹(咸雍) 10년 12월 18일[1](1075년 1월 7일)에 연호를 대강(大康)으로 정하고, 다음 해 1월 1일[2](1075년 1월 20일)에 개원함.[3][4][5]

- 대강(大康) 10년 12월 25일[6](1085년 1월 23일)에 연호를 대안(大安)으로 정하고, 다음 해 1월 1일[7](1085년 1월 29일)에 개원함.[8][9][5]

## 연대 대조표
| 대강       | 원년           | 2년        | 3년        | 4년             | 5년        | 6년        | 7년        | 8년        | 9년        | 10년       |
| 서기(西紀) | 1075년         | 1076년     | 1077년     | 1078년          | 1079년     | 1080년     | 1081년     | 1082년     | 1083년     | 1084년     |
| 간지(干支) | 을묘(乙卯)     | 병진(丙辰) | 정사(丁巳) | 무오(戊午)      | 기미(己未) | 경신(庚申) | 신유(辛酉) | 임술(壬戌) | 계해(癸亥) | 갑자(甲子) |
| 북송(北宋) | 희녕(熙寧) 8년 | 9년        | 10년       | 원풍(元豊) 원년 | 2년        | 3년        | 4년        | 5년        | 6년        | 7년        |

## 동시대 연호

### 중국
송(宋)
- 희녕(熙寧) (1068년 ~ 1077년)
- 원풍(元豊) (1078년 ~ 1085년)

대리국(大理國)
- 보덕(保德) (1074년 ~ 1075년)
- 상덕(上德) (1076년)
- 광안(廣安) (1077년 ~ 1080년)
- 상명(上明) (1081년)
- 보립(保立) (1082년)
- 건안(建安) (1083년 ~ 1091년)

서하(西夏)
- 천사예성국경(天賜禮盛國慶) (1069년 ~ 1074년)
- 대안(大安) (1075년 ~ 1085년)

### 베트남
- 타이닌(太寧) (1072년 ~ 1076년)
- 아인부찌에우탕(英武昭勝) (1076년 ~ 1085년)

### 일본
- 조호(承保) (1074년 ~ 1077년)
- 에이호(永保) (1081년 ~ 1084년)
- 오토쿠(應德) (1084년 ~ 1087년)

## 같이 보기
- 중국의 연호 목록